# Henry Phipps

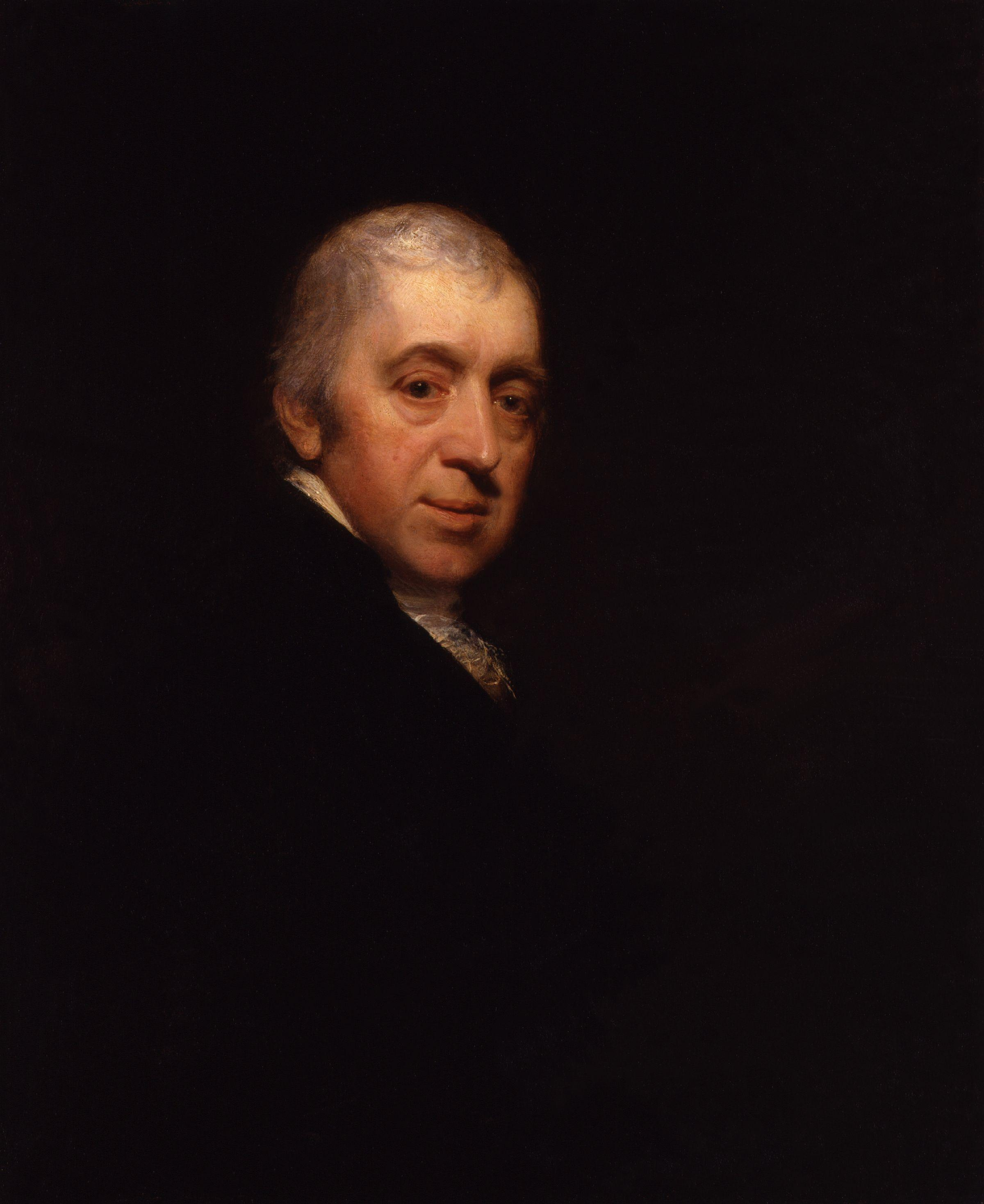
Lord Mulgrave

Henry Phipps, 1. hrabia Mulgrave (ur. 14 lutego 1755, zm. 7 kwietnia 1831) – brytyjski arystokrata i polityk, deputowany do Izby Gmin, minister w rządach Williama Pitta Młodszego, księcia Portland, Spencera Percevala i lorda Liverpoola.
Był młodszym synem Constantine'a Phippsa, 1. barona Mulgrave. Wykształcenie odebrał w Eton College oraz w Middle Temple. W 1775 r. wstąpił do armii i został przydzielony do 1 pułku gwardii pieszej. Podczas wojny o niepodległość USA służył na Karaibach. Już w 1780 r. został podpułkownikiem 88 pułku piechoty. Po rozwiązaniu tej jednostki w 1783 r. powrócił do 1 pułku. W 1793 r. został pułkownikiem 31 pułku piechoty. Rok później otrzymał stopień generała-majora. W 1801 r. został generałem-porucznikiem, a w 1809 r. pełnym generałem.
Równolegle z karierą wojskową Phipps rozwijał swoją karierę polityczną. W 1784 r. został wybrany do Izby Gmin jako reprezentant okręgu Totnes. W 1790 r. zmienił okręg na Scarborough. Należał do grona stronników rządu Williama Pitta Młodszego.
Po śmierci brata Constantine'a w 1792 r. odziedziczył tytuł 3. barona Mulgrave. Tytuł ten był kreowany w parostwie Irlandii i Phipps nie miał prawa do zasiadania w brytyjskiej Izbie Lordów. Prawo do zasiadania w izbie wyższej uzyskał dopiero w 1794 r., kiedy otrzymał tytuł barona Mulgrave w parostwie Wielkiej Brytanii. W międzyczasie, w 1793 r., został wysłany z poselstwem do króla Sardynii Wiktora Amadeusza III. Po zdobyciu przez Brytyjczyków Tulonu na krótko objął dowodzenie nad tamtejszymi siłami. W 1799 r. został wysłany do kwatery głównej naczelnego wodza armii austriackiej, arcyksięcia Karola, aby przekonać go do zaniechania ataku na Szwajcarię. Misja ta nie przyniosła sukcesu.
W 1804 r. Mulgrave otrzymał stanowisko Kanclerza Księstwa Lancaster w drugim rządzie Pitta. W latach 1805–1806 był ministrem spraw zagranicznych i brał udział w montowaniu III koalicji przeciwko Francji. Mulgrave nie wszedł w skład Gabinetu Wszystkich Talentów, ale po jego upadku w 1807 r. został pierwszym lordem Admiralicji. Na tym stanowisku odpowiadał za przygotowanie ataku na Kopenhagę w 1807 r. i nieudaną wyprawę do Belgii w 1809 r. W 1810 r. otrzymał stanowisko generała artylerii. W 1812 r. otrzymał tytuł 1. hrabiego Mulgrave. Pozostał na tym stanowisku w rządzie Liverpoola, ale nie odgrywał już znaczącej roli. W 1819 r. został przesunięty na stanowisko ministra bez teki, a po roku opuścił gabinet.
Zmarł w 1831 r. Tytuły parowskie odziedziczył jego najstarszy syn, Constantine, kreowany później 1. markizem Normanby.